# Zum Bauernteich 3–6

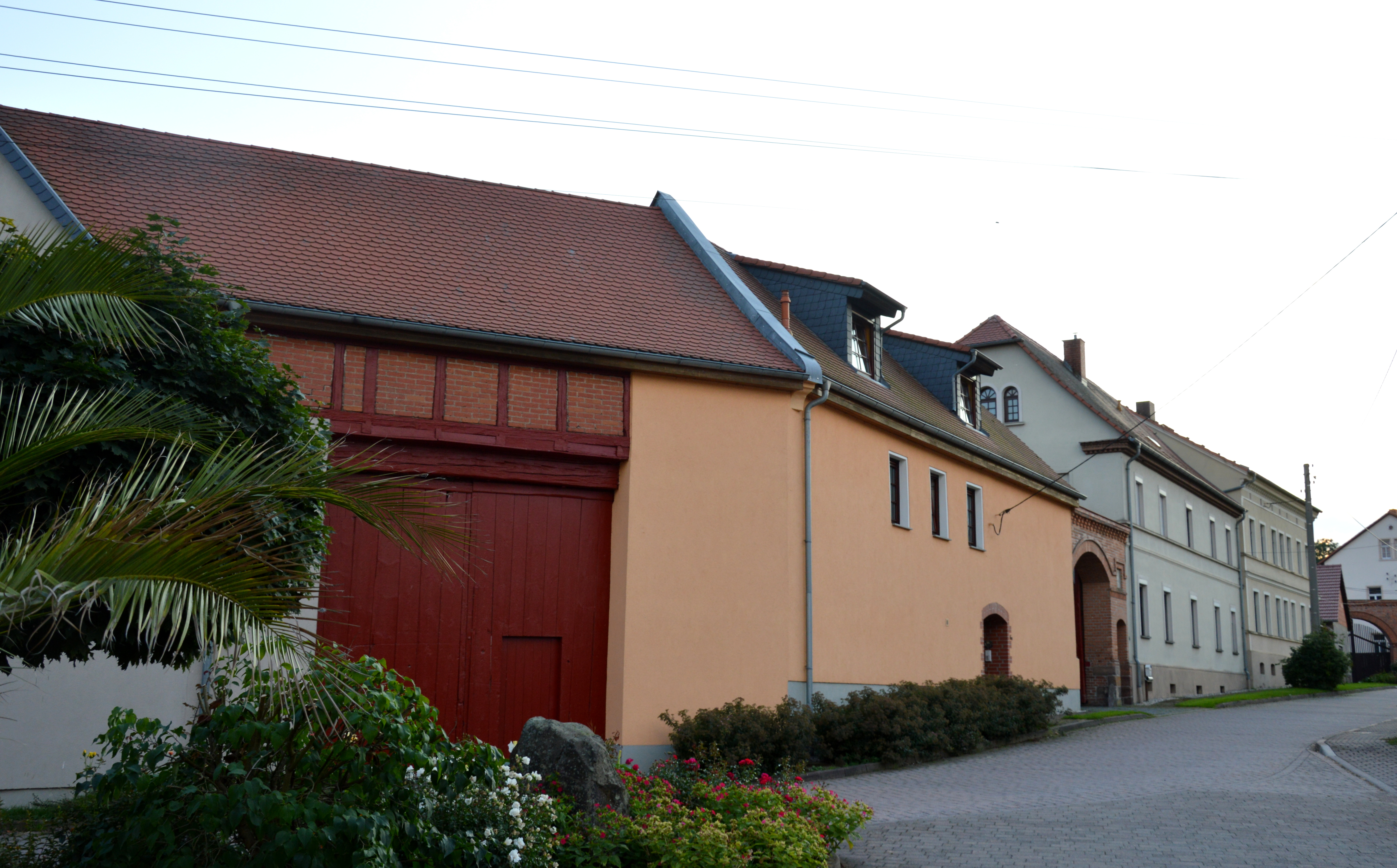
Straßenzeile Zum Bauernteich 3–6

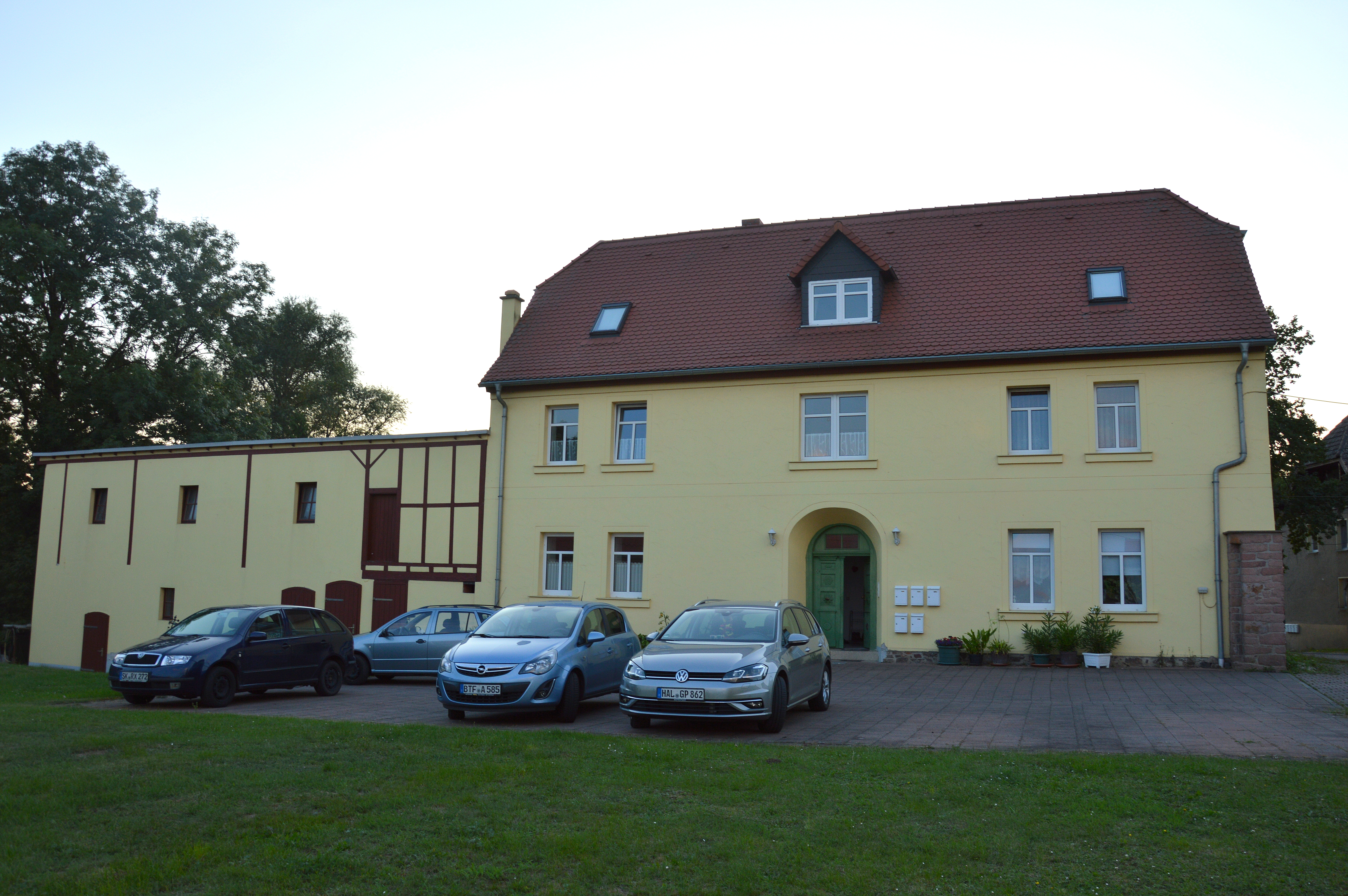
Zum Bauernteich 3

Zum Bauernteich 3–6 ist ein denkmalgeschützter Straßenzug im zur Gemeinde Petersberg in Sachsen-Anhalt gehörenden Dorf Hohen.
Der Straßenzug befindet sich im alten Dorfkern der Ortschaft. Er umfasst mehrere Höfe aus der Zeit des 19. Jahrhunderts. Die Wohnhäuser der Gehöfte sind entlang der Straße ausgerichtet. Beachtlich sind die Toranlagen der Grundstücke, durch die die Zufahrt von der Straße auf die Höfe erfolgt.
Als besonders bemerkenswert gilt die Bebauung des 1853 entstandenen Gehöftes Rüprich. Im Jahr 2000 wurde der alte Pferdestall des Hofes in ein Wohnhaus umgebaut, der Umbau erfolgte fast komplett in Eigenleistung durch den Eigentümer Thomas Rüprich unter Auflagen des Denkmalschutzes, um den Charakter des Straßenzuges nicht zu verändern. Die ursprüngliche, auch zum Denkmal gehörende, Pflasterung der Straße, wurde etwa Anfang des 21. Jahrhunderts jedoch erneuert.
In der Vergangenheit lautete der Name des Denkmalbereichs Dorfstraße 3–6, dies änderte sich dann jedoch aufgrund der Eingemeindung in die Einheitsgemeinde Petersberg am 1. Januar 2010. Um Doppelnennung von Straßennamen auszuschließen, wurde die Straße in Zum Bauernteich umbenannt.
Im örtlichen Denkmalverzeichnis ist die Straßenzeile unter der Nummer 094 55357 als Denkmalbereich eingetragen.